# Det ljöd en gång en stämma till mitt hjärta
Det ljöd en gång en stämma till mitt hjärta är en psalm med text och musik av en okänd person.

## Publicerad i
- Segertoner 1988 som nr 447 under rubriken "Ur kyrkoåret - Jesu lidande och död – fastetiden".[1]